# Why Not Productions
Why Not Productions è una casa di produzione cinematografica francese fondata nel 1990 e attiva principalmente nel cinema d'autore francese, ma anche in co-produzione europee o internazionali.

## Storia
L'azienda è stata fondata il 23 luglio 1990 a Parigi da Pascal Caucheteux, "talent scout" di registi con un passato all'UGC, ed il banchiere Grégoire Sorlat, specializzato in investimenti cinematografici. Il primo film che hanno prodotto è stato La Sentinelle (1992) di Arnaud Desplechin.
Il modello commerciale dell'azienda è quello di produrre film con un budget di 3 o 4 milioni di euro, più basso della media francese di 7 (risparmiando ad esempio sul cachet degli attori), ma lasciando tutto il tempo necessario ai registi in fase di scrittura e post-produzione anche se ciò può significare un aumento dei costi per via delle coperture di sponsor e partner, che arriverebbero solo a produzione ultimata. Nell'accordo c'è anche il rendersi disponibili per gli eventuali reshoot, dei quali hanno abbondantemente usufruito ad esempio Tutti i battiti del mio cuore e White Material.
Questo approccio "a misura di autore" le ha vinto la lealtà di numerosi registi, che sono tornati a lavorare con la Why Not ad ogni film, primo tra tutti Desplechin, di cui quest'ultima ha prodotto tutta la filmografia. Tra gli altri: Bruno Podalydès, con tutti e nove i suoi film; Ken Loach, con sei film a partire da Il mio amico Eric (2009), inclusa la Palma d'oro Io, Daniel Blake; Jacques Audiard e Xavier Beauvois con cinque; Gregg Araki, Cristian Mungiu e Jean-François Richet con quattro; tra i registi la cui carriera predava la fondazione della società o non l'aveva mai incrociata, ha prodotto anche diversi film di Philippe Garrel e Claire Denis. Nel 2011 la rivista Télérama l'ha eletta come «la playmaker del cinema francese».
I film prodotti dalla Why Not hanno vinto numerosi riconoscimenti, tra cui due Palme d'oro al festival di Cannes (Dheepan - Una nuova vita e Io, Daniel Blake) e tre premi César per il miglior film (Tutti i battiti del mio cuore, Il profeta e Uomini di Dio). Non sono mancati anche flop come Esther Kahn o Bancs publics (Versailles rive droite).
Al di fuori del cinema d'autore, la società ha diversificato co-producendo film come l'horror americano campione d'incassi La notte del giudizio o il film d'animazione dello Studio Ghibli La tartaruga rossa. Nel 2001, ha rilevato il più vecchio cinema di Parigi, il Cinéma du Panthéon, per riqualificarlo, adibendolo poi a sala per i suoi film.

## Film prodotti
- La Sentinelle, regia di Arnaud Desplechin (1992)
- In the Soup (Un mare di guai) (In the Soup), regia di Alexandre Rockwell (1992)
- L'Échange, regia di Vincent Pérez – cortometraggio (1992)
- La nascita dell'amore (La Naissance de l'amour), regia di Philippe Garrel (1993)
- Doom Generation (The Doom Generation), regia di Gregg Araki (1995)
- N'oublie pas que tu vas mourir, regia di Xavier Beauvois (1995)
- Koridorius, regia di Šarūnas Bartas (1995)
- Comment je me suis disputé... (ma vie sexuelle), regia di Arnaud Desplechin (1996)
- Le Cœur fantôme, regia di Philippe Garrel (1996)
- Walk the Walk, regia di Robert Kramer (1996)
- Ecstasy Generation (Nowhere), regia di Gregg Araki (1997)
- Un quartiere da schianto (Ma 6-T va crack-er), regia di Jean-François Richet (1997)
- Mange ta soupe, regia di Mathieu Amalric (1997)
- Louis & Frank, regia di Alexandre Rockwell (1998)
- Dieu seul me voit, regia di Bruno Podalydès (1998)
- Le Vent de la nuit, regia di Philippe Garrel (1999)
- Pelle d'uomo cuore di bestia (Peau d'homme coeur de bête), regia di Hélène Angel (1999)
- Marée haute, regia di Caroline Champetier – cortometraggio (1999)
- Esther Kahn, regia di Arnaud Desplechin (2000)
- Selon Matthieu, regia di Xavier Beauvois (2000)
- La Vie commune, regia di Antony Cordier – cortometraggio (2000)
- Liberté-Oléron, regia di Bruno Podalydès (2001)
- De l'amour, regia di Jean-François Richet (2001)
- Sobibor - 14 Ottobre 1943, ore 16.00 (Sobibor, 14 octobre 1943, 16 heures), regia di Claude Lanzmann – documentario (2001)
- Innocenza selvaggia (Sauvage Innocence), regia di Philippe Garrel (2001)
- Vers Nancy, episodio di Ten Minutes Older: The Cello, regia di Claire Denis (2002)
- Il mistero della camera gialla (Le Mystère de la chambre jaune), regia di Bruno Podalydès (2003)
- I segreti degli uomini (Léo, en jouant «Dans la compagnie des hommes»), regia di Arnaud Desplechin – documentario (2003)
- I re e la regina (Rois et Reine), regia di Arnaud Desplechin (2004)
- Assault on Precinct 13, regia di Jean-François Richet (2005)
- Tutti i battiti del mio cuore (De battre mon cœur s'est arrêté), regia di Jacques Audiard (2005)
- Douches froides, regia di Antony Cordier (2005)
- Le Petit Lieutenant, regia di Xavier Beauvois (2005)
- Vers Mathilde, regia di Claire Denis – documentario (2005)
- Le Parfum de la dame en noir, regia di Bruno Podalydès (2005)
- Mon fils à moi, regia di Martial Fougeron (2007)
- Faut que ça danse!, regia di Noémie Lvovsky (2007)
- L'Aimée, regia di Arnaud Desplechin – documentario (2007)
- Racconto di Natale (Un conte de Noël), regia di Arnaud Desplechin (2008)
- Il profeta (Un prophète), regia di Jacques Audiard (2009)
- White Material, regia di Claire Denis (2009)
- Il mio amico Eric (Looking for Eric), regia di Ken Loach (2009)
- Racconti dell'età dell'oro (Amintiri din epoca de aur), regia di Cristian Mungiu e AA.VV. (2009)
- Staten Island, regia di James DeMonaco (2009)
- Non ma fille, tu n'iras pas danser, regia di Christophe Honoré (2009)
- Bancs publics (Versailles rive droite), regia di Bruno Podalydès (2009)
- Kaboom, regia di Gregg Araki (2010)
- Amore facciamo scambio? (Happy Few), regia di Antony Cordier (2010)
- Uomini di Dio (Des hommes et des dieux), regia di Xavier Beauvois (2010)
- L'altra verità (Route Irish), regia di Ken Loach (2010)
- Les Bien-Aimés, regia di Christophe Honoré (2011)
- Love and Bruises, regia di Lou Ye (2011)
- Schlafkrankheit, regia di Ulrich Köhler (2011)
- Un sapore di ruggine e ossa (De rouille et d'os), regia di Jacques Audiard (2012)
- La parte degli angeli (The Angels' Share), regia di Ken Loach (2012)
- Oltre le colline (După dealuri), regia di Cristian Mungiu (2012)
- Adieu Berthe - L'Enterrement de Mémé, regia di Bruno Podalydès (2012)
- La notte del giudizio (The Purge), regia di James DeMonaco (2013)
- Jimmy P., regia di Arnaud Desplechin (2013)
- Anarchia - La notte del giudizio (The Purge: Anarchy), regia di James DeMonaco (2014)
- White Bird (White Bird in a Blizzard), regia di Gregg Araki (2014)
- Jimmy's Hall - Una storia d'amore e libertà (Jimmy's Hall), regia di Ken Loach (2014)
- Fidelio, l'odyssée d'Alice, regia di Lucie Borleteau (2014)
- Bodybuilder, regia di Roschdy Zem (2014)
- Il prezzo della gloria (La Rançon de la gloire), regia di Xavier Beauvois (2014)
- Dheepan - Una nuova vita (Dheepan), regia di Jacques Audiard (2015)
- Comme un avion, regia di Bruno Podalydès (2015)
- I miei giorni più belli (Trois souvenirs de ma jeunesse), regia di Arnaud Desplechin (2015)
- Blood Father, regia di Jean-François Richet (2016)
- Jackie, regia di Pablo Larraín (2016)
- Io, Daniel Blake (I, Daniel Blake), regia di Ken Loach (2016)
- La tartaruga rossa (La Tortue rouge), regia di Michaël Dudok de Wit (2016)
- Un padre, una figlia (Bacalaureat), regia di Cristian Mungiu (2016)
- A Beautiful Day - You Were Never Really Here (You Were Never Really Here), regia di Lynne Ramsay (2017)
- Loveless (Neljubov'), regia di Andrej Petrovič Zvjagincev (2017)
- I fantasmi d'Ismael (Les Fantômes d'Ismaël), regia di Arnaud Desplechin (2017)
- I fratelli Sisters (The Sisters Brothers), regia di Jacques Audiard (2018)
- L'uomo fedele (L'Homme fidèle), regia di Louis Garrel (2018)
- Bécassine!, regia di Bruno Podalydès (2018)
- Sorry We Missed You, regia di Ken Loach (2019)
- Roubaix, une lumière, regia di Arnaud Desplechin (2019)
- DNA - Le radici dell'amore (ADN), regia di Maïwenn (2020)
- Les 2 Alfred, regia di Bruno Podalydès (2020)
- Tromperie - Inganno (Tromperie), regia di Arnaud Desplechin (2021)
- La crociata (La Croisade), regia di Louis Garrel (2021)
- Holy Spider, regia di Ali Abbasi (2022)
- Animali selvatici (R.M.N.), regia di Cristian Mungiu (2022)
- Fratello e sorella (Frère et Sœur), regia di Arnaud Desplechin (2022)
- Les Miens, regia di Roschdy Zem (2022)
- Jeanne du Barry - La favorita del re (Jeanne du Barry), regia di Maïwenn (2023)
- The Old Oak, regia di Ken Loach (2023)
- Emilia Pérez, regia di Jacques Audiard (2024)
- Harvest, regia di Athīna Rachīl Tsaggarī (2024)